# Krameria revoluta
Krameria revoluta là một loài thực vật có hoa trong họ Krameriaceae. Loài này được O. Berg miêu tả khoa học đầu tiên năm 1856.